# Mancomunidad de Servicios del Valle del Nalón

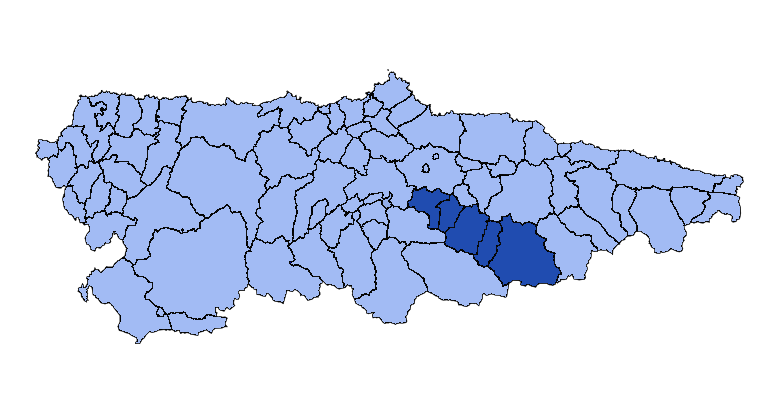
Vista de los concejos que forman la mancomunidad.

La Mancomunidad de Servicios del Valle del Nalón se creó el 12 de enero de 1985 con la finalidad de dinamizar la colaboración e integración de la comarca, aglutinar diferentes servicios (centro de educación especial, matadero,...) y potenciar el turismo de la comarca. En total son 13 los servicios que gestiona esta mancomunidad, entre los que se encuentran seis administrados íntegramente y el resto a través de organismos, instituciones o alguno de los ayuntamientos.
Los servicios que realiza la mancomunidad son:
- Oficina de gestión urbanística
- Agencia de desarrollo local
- Servicio de prevención de drogodependencias
- Oficina mancomunada de información al consumidor
- Parque de maquinaria
- Matadero mancomunado (por cesión administrativa)

- Servicios gestionados por algunos de los ayuntamientos:

- Servicios sociales (Caso y Sobrescobio)
- Conservatorio de música de grado medio (Langreo y San Martín del Rey Aurelio)

- Servicios gestionados en colaboración con diversas instituciones:

- Centro de profesores
- Centro de educación especial
- Centro de educación de adultos

- Actividades puntuales:

- Certamen de la huerta
- Juegos Escolares

Comprende los concejos de:
- Caso
- Langreo
- Laviana
- San Martín del Rey Aurelio
- Sobrescobio